# Женская сборная Вьетнама по волейболу
Женская национальная сборная Вьетнама по волейболу (вьет. Đội tuyển bóng chuyền nữ quốc gia Việt Nam) — представляет Вьетнам на международных волейбольных соревнованиях. Управляющей организацией выступает Волейбольная федерация Вьетнама (вьет. Liên đoàn bóng chuyền Việt Nam).

## История
С 1961 года в Международную федерацию волейбола (ФИВБ) входил Южный Вьетнам, а с 1974 — и Демократическая Республика Вьетнам. После объединения двух вьетнамских государств в 1976 году была создана и единая федерация волейбола страны, в том же году оформившая своё членство в ФИВБ.
Женская сборная Южного Вьетнама на международной арене была среди участниц Игр полуострова Юго-Восточной Азии и дважды становилась бронзовым призёром волейбольного турнира Игр — в 1967 и 1971 годах.
Женская сборная Социалистической Республики Вьетнам на международной арене дебютировала в 1979 году, приняв участие в проходивших в Индонезии Играх Юго-Восточной Азии, где стала бронзовым призёром волейбольного турнира. В последующем вплоть до 1995 года в этих региональных комплексных спортивных соревнованиях вьетнамские волейболистки выступали нерегулярно и лишь в 1997 вновь выиграли бронзовые награды, а с 2001 8 раз подряд финишировали на втором месте вслед за сильнейшей сборной Юго-Восточной Азии — командой Таиланда. На Играх 2017 сборная Вьетнама заняла 3-е место, пропустив вперёд себя кроме Таиланда ещё и сборную Индонезии.
В 1991 году сборная Вьетнама впервые была среди участников чемпионата Азии, проходившем в Таиланде. На турнире вьетнамские волейболистки в 6 матчах выиграли лишь единожды (у сборной Индии) и заняли итоговое 7-е место.
С 2001 года сборная Вьетнама неизменно участвует в чемпионатах и Кубке Азии, но добраться до медалей на этих турнирах вьетнамкам до сих пор не удавалось. Активность вьетнамского волейбола связана со значительно выросшей в 2000-х годах популярностью этого вида спорта в стране. Дважды Вьетнам принимал чемпионаты Азии — в 2003 и 2009 годах, а также 7 раз (с 2001) проходящий ежегодно клубный чемпионат континента. Кроме этого, с 2004 года Вьетнам проводит традиционный международный турнир Кубок VTV, в котором участвуют различные сборные и клубные команды Азии.
В 2023 году сборная Вьетнама на чемпионате Азии и Азиатских Играх впервые дошла до полуфинала, где дважды уступила Японии (2:3 и 1:3, соответственно).
В 2013 году сборная Вьетнама впервые приняла участие в отборочном турнире чемпионата мира. Один из групповых турниров предварительной стадии прошёл во Вьетнаме и закончился уверенной победой хозяек соревнований, переигравших сборные Филиппин и Мьянмы в трёх сетах и команду Индонезии в четырёх партиях. Матчи в одной из двух групп финального раунда прошли в Японии и принесли вьетнамским волейболисткам третье место при необходимости войти в двойку лучших. Победы над Тайванем 3:0 и Австралией 3:1 при двух сухих поражениях от Японии и Таиланда не позволили сборной Вьетнама квалифицироваться на мировое первенство.

## Результаты выступлений и составы

### Чемпионаты мира
До 2010 сборная Вьетнама в отборочных турнирах чемпионатов мира участия не принимала.
- 2014 — не квалифицировалась
- 2018 — не квалифицировалась
- 2022 — не квалифицировалась
- 2025 —

### Кубок претендентов ФИВБ
- 2023 — 8-е место
- 2024 —  3-е место

### Чемпионат Азии
| - 1975 — не участвовала - 1979 — не участвовала - 1983 — не участвовала - 1987 — не участвовала - 1989 — не участвовала - 1991 — 8-е место - 1993 — не участвовала - 1995 — не участвовала - 1997 — не участвовала - 1999 — не участвовала - 2001 — 7-е место | - 2003 — 6-е место - 2005 — 8-е место - 2007 — 7-е место - 2009 — 7-е место - 2011 — 7-е место - 2013 — 6-е место - 2015 — 5-е место - 2017 — 5-е место - 2019 — отказ от участия - 2023 — 4-е место |

- 2013: Буй Ву Тхань Туен, Ау Хонг Нхунг, Ха Тхи Хоа, Фам Тхи Ким Хюэ, Динь Тхи Ча Занг, Фам Тхи Льен, До Тхи Минь, Нгуен Тхи Нгок Хоа, Нгуен Тхи Хонг Дао, Дуонг Тхи Нхан, Буй Тхи Нга, Дао Тхи Хюэн. Тренер — Фам Ван Лонг.
- 2015: Ау Хонг Нхунг, Чан Тхи Тхань Тхюи, Ле Тхи Хонг, Динь Тхи Ча Занг, Ха Нгок Дьем, До Тхи Минь, Нгуен Тхи Нгок Хоа, Нгуен Линь Ти, Нгуен Тхи Хонг Дао, Фам Тхи Льен, Буй Тхи Нга, Ле Тхань Тхюи. Тренер — Тхай Тхань Тунг.
- 2017: Доан Тхи Сюан, Чан Тхи Тхань Тхюи, Фам Тхи Ким Хюэ, Ха Нгок Дьем, Нгуен Тхи Ким Льен, Нгуен Тхи Нгок Хоа, Буй Ву Тхань Туен, Нгуен Тхи Хонг Дао, Нгуен Линь Ти, Динь Тхи Тхюи, Ле Тхань Тхюи, Буй Тхи Нга. Тренер — Хидехиро Ирисава.

### Азиатские игры
Сборная Вьетнама трижды участвовала в Азиатских играх.
- 2006 — 7-е место
- 2018 — 6-е место
- 2022 — 4-е место

### Кубок Азии
- 2008 — 5-е место
- 2010 — 7-е место
- 2012 — 4-е место
- 2014 — 8-е место
- 2016 — 7-е место
- 2018 — 5-е место
- 2022 — 4-е место

### Игры Юго-Восточной Азии
- 2-е место — 2001, 2003, 2005, 2007, 2009, 2011, 2013, 2015, 2019, 2022, 2023.
- 3-е место — 1979, 1997, 2017.

- 2015: Чан Тхи Тхань Тхюи, Ле Тхи Хонг, Динь Тхи Ча Занг, Ха Нгок Дьем, До Тхи Минь, Нгуен Тхи Нгок Хоа, Нгуен Линь Ти, Нгуен Тхи Хонг Дао, Фам Тхи Льен, Буй Тхи Нга, Ле Тхань Тхюи. Тренер — Тхай Тхань Тунг.
- 2017: Доан Тхи Сюан, Чан Тхи Тхань Тхюи, Фам Тхи Ким Хюэ, Ха Нгок Дьем, Нгуен Тхи Ким Льен, Нгуен Тхи Нгок Хоа, Буй Ву Тхань Туен, Нгуен Тхи Хонг Дао, Нгуен Линь Ти, Динь Тхи Тхюи, Ле Тхань Тхюи, Буй Тхи Нга. Тренер — Хидехиро Ирисава.

### Азиатский Кубок вызова
- 2023 —  1-е место
- 2024 —  1-е место

### Лига Юго-Восточной Азии
- 2019 — 4-е место
- 2022 —  2-е место
- 2023 —  2-е место
- 2024 —  2-е место

## Состав
Сборная Вьетнама в соревнованиях 2024 года (Азиатский Кубок вызова, Кубок претендентов ФИВБ, Лига Юго-Восточной Азии)
| №  | Имя, фамилия        | Год рождения | Рост | Амплуа      | Клуб                        |
| -- | ------------------- | ------------ | ---- | ----------- | --------------------------- |
| 1  | Нгуен Тхи Ча Ми     | 2004         | 178  | нападающая  | «ВТВ Биньдьен Лонган» Танан |
| 3  | Чан Тхи Тхань Тхюи  | 1997         | 193  | нападающая  | «Кузейбору» Аксарай         |
| 6  | Ле Тхи Йен          | 1997         | 168  | либеро      | «Хоа Тат Дык Занг» Ханой    |
| 7  | Фам Тхи Нгуен Ань   | 1998         | 174  | нападающая  | «Бо Ты Лень Тхонгтин» Ханой |
| 8  | Ле Тхань Тхюи       | 1995         | 180  | центральная | «ЛП Банк Ниньбинь»          |
| 10 | Нгуен Тхи Бить Тюэн | 1997         | 180  | нападающая  | «ЛП Банк Ниньбинь»          |
| 11 | Хоанг Тхи Кьеу Чинь | 2001         | 176  | нападающая  | «Супреме Чонбури» Чонбури   |
| 12 | Нгуен Кхань Данг    | 2000         | 160  | либеро      | «ВТВ Биньдьен Лонган» Танан |
| 14 | Во Тхи Ким Тхоа     | 1998         | 173  | связующая   | «ВТВ Биньдьен Лонган» Танан |
| 15 | Нгуен Тхи Чинь      | 1997         | 181  | нападающая  | «ЛП Банк Ниньбинь»          |
| 16 | Ви Тхи Нью Кюинь    | 2002         | 175  | нападающая  | «Бо Ты Лень Тхонгтин» Ханой |
| 18 | Фам Тхи Хьен        | 1999         | 172  | центральная | «Бо Ты Лень Тхонгтин» Ханой |
| 19 | Доан Тхи Лам Оань   | 1998         | 177  | связующая   | «Бо Ты Лень Тхонгтин» Ханой |
| 20 | Чан Ту Линь         | 1999         | 178  | нападающая  | «Хоа Тат Дык Занг» Ханой    |
| 23 | Динь Тхи Ча Занг    | 1992         | 182  | центральная | «Вьетинбанк» Ханой          |

- Главный тренер — Нгуен Туан Кьет.
- Тренеры — Нгуен Динь Тьен, Ву Тхи Хоа.